# Мантия-невидимка (Гарри Поттер)
Мантия-невидимка (англ. Invisibility Cloak) — волшебная мантия из очень лёгкой «серебристой» ткани, делающая невидимым того, кто её надевает. Обычные мантии-невидимки служат очень недолго и их производство очень дорогостоящее. У Гарри была особая мантия-невидимка, так как являлась одним из трех Даров Смерти:
«Третий Дар Смерти — не простая мантия-невидимка! То есть это не обычная дорожная мантия, насыщенная дезиллюминационными чарами или заговоренная для отвода глаз, — поначалу она успешно скрывает своего владельца, но с годами чары истощаются и мантия мутнеет. Нет, тут речь идет об истинном чуде — Мантии, которая делает своего хозяина абсолютно невидимым на неограниченное время, причем его невозможно обнаружить никакими заклятиями!..»

## Роль в книгах о Гарри Поттере
В серии романов о Гарри Поттере мантию-невидимку использовали Джеймс Поттер и его друзья, а затем и Гарри со своими друзьями.

### Гарри Поттер и философский камень
Гарри получил мантию в подарок от Альбуса Дамблдора на Рождество, во время первого года обучения в Хогвартсе. Нередко мантия помогала Гарри, Рону и Гермионе в их секретных вылазках. В особенности во время походов Гарри к Хагриду ночью.

### Гарри Поттер и Тайная комната
Использовалась для путешествия к Хагриду.

### Гарри Поттер и узник Азкабана
Гарри начал использовать мантию для вылазок в Хогсмид.
Мантией воспользовался Северус Снейп, дабы «спасти» Гарри от Сириуса Блэка.

### Гарри Поттер и Кубок огня
Мантией-невидимкой также пользовался Бартемий Крауч младший. Он укрывался под ней на Чемпионате мира по квиддичу.
Гарри, отправившись в своей мантии-невидимке в ванну для старост, узнает, что некоторые волшебные предметы позволяют видеть сквозь мантию-невидимку. Например, этим свойством обладает искусственный глаз Аластора Грюма.

### Гарри Поттер и Орден Феникса
Члены Ордена Феникса использовали мантию-невидимку Аластора Грюма во время дежурств в Отделе тайн Министерства магии.
Раньше под мантию с лёгкостью умещалась вся тройка друзей, но после 5 курса такого уже не было, ребята очень сильно выросли, в особенности Рон.

### Гарри Поттер и Принц-полукровка
В Хогвартс-Экспрессе, прикрывшись мантией-невидимкой, Гарри проскальзывает в купе, где едет Драко Малфой, и пытается выяснить, что Малфой задумал. К сожалению, ступня Гарри высовывается из-под мантии, Малфой замечает его и, оставшись с Гарри наедине, расправляется с ним.
В конце книги в Астрономической башне Дамблдор обездвижил Гарри и прикрыл его мантией-невидимкой перед тем, как принять на себя удар Малфоя и других Пожирателей Смерти. Гарри остался невредим только благодаря парализующему заклинанию Дамблдора и мантии-невидимке.

### Гарри Поттер и Дары Смерти
В 7-й книге мантия-невидимка Гарри Поттера оказывается одним из Даров смерти. Тем не менее, несмотря на полную идеальность мантии, Грозный Глаз мог смотреть сквозь нее.